# یانکی‌تاون (ویسکانسین)
یانکی‌تاون (به انگلیسی: Yankeetown) یک منطقهٔ مسکونی در ایالات متحده آمریکا است که در کلیتون واقع شده‌است. یانکی‌تاون ۲۳۷٫۱۴ متر بالاتر از سطح دریا قرار دارد.